# Кармен (фільм, 1915)
«Карме́н» (англ. Burlesque on Carmen; інша назва Charlie Chaplin's Burlesque on Carmen) — американська короткометражна кінокомедія режисера Чарльза Чапліна 1915 року. Фільм являє собою вільну інтерпретацію відомого однойменного роману Проспера Меріме.

## Сюжет
Іспанський офіцер Дарн Хосьєрі спокушений красивою циганкою Кармен. Ця пристрасть веде його до немилості і падіння.

## У ролях
- Чарлі Чаплін — дон Хозьєрі
- Една Первіенс — Кармен
- Бен Терпін — Ремендадо
- Джон Хендерсон — Лільяс Пастія
- Лео Вайт — Моралес, офіцер охорони
- Джон Ренд — Ескамільо, тореадор
- Мей Вайт — Фраскіта
- Бад Джемісон — солдат

## Цікаві факти
- Після того як Чаплін розлучився з фірмою «Ессеней», фільм був перемонтований з двох роликів до чотирьох — без згоди на це Чапліна. Перемонтажем займався Лео Вайт, він же дозняв нові епізоди. Спроба Чапліна перешкодити випуску цієї версії фільму на екран через суд не увінчалася успіхом.